# 1. Mikasadeild karla (2010/2011)
1. deild karla 2010/2011 – 39. sezon rozgrywek o mistrzostwo Islandii organizowany przez Islandzki Związek Piłki Siatkowej (isl. Blaksamband Íslands, BLI). Zainaugurowany został 6 października 2010 roku i trwał do 13 kwietnia 2011 roku.
W sezonie 2010/2011 żaden islandzki klub nie występował w europejskich pucharach.

## System rozgrywek
W fazie zasadniczej drużyny rozgrywały ze sobą systemem kołowym po cztery spotkania. Do fazy play-off awansowały cztery najlepsze zespoły. W fazie play-off rywalizacja zarówno w półfinałach, jak i finałach toczyła się do dwóch zwycięstw.

## Drużyny uczestniczące
| | 1. deild karla 2010/2011 |   |
| --- | ------------------------ | - |
| KA | KA                       | 1 |
| HK | HK                       | 2 |
| STJ | Stjarnan                 | 3 |
| ÞRR | Þróttur Reykjavík        | 4 |
| | Awans z niższej ligi     |   |
| FYL | Fylkir                   |   |
| Oznaczenia: - kolumna pierwsza – skróty nazw drużyn wpisane na mapie (jeśli ta została zamieszczona), - kolumna trzecia – miejsce zajęte przez daną drużynę w poprzednim sezonie. |                          |   |

## Hale sportowe
| Klub              | Hala sportowa | Miejscowość |
| ----------------- | ------------- | ----------- |
| Fylkir            | Fylkishöll    | Reykjavík   |
| HK                | Fagrilundur   | Kópavogur   |
| KA                | KA Heimilið   | Akureyri    |
| Stjarnan          | Ásgarður      | Garðabær    |
| Þróttur Reykjavík | Íþróttahús HÍ | Reykjavík   |

## Faza zasadnicza

### Tabela wyników
| Gospodarz \ Gość1 | KA  | HK  | STJ | ÞRR | FYL |
| KA                |     | 2:3 | 3:1 | 0:3 | 3:1 |
| HK                | 1:3 |     | 0:3 | 3:0 | 3:0 |
| Stjarnan          | 1:3 | 3:2 |     | 3:2 | 3:1 |
| Þróttur Reykjavík | 1:3 | 2:3 | 2:3 |     | 3:0 |
| Fylkir            | 1:3 | 0:3 | 1:3 | 3:1 |     |

| Gospodarz \ Gość1 | KA  | HK  | STJ | ÞRR | FYL |
| KA                |     | 2:3 | 3:0 | 3:0 | 3:0 |
| HK                | 0:3 |     | 3:2 | 3:0 | 3:0 |
| Stjarnan          | 0:3 | 0:3 |     | 3:0 | 3:0 |
| Þróttur Reykjavík | 1:3 | 0:3 | 3:0 |     | 3:1 |
| Fylkir            | 0:3 | 1:3 | 1:3 | 3:2 |     |

### Terminarz i wyniki spotkań
|  |  | 1. KOLEJKA |  |
|  |  | ---------- |  |

| 06.10.2010 | Stjarnan          | 3:2 (13:25, 25:12, 18:25, 25:17, 15:12) | Þróttur Reykjavík |
| 09.10.2010 | HK                | 0:3 (23:25, 24:26, 19:25)               | Stjarnan          |
| 10.10.2010 | KA                | 3:1 (25:21, 25:9, 20:25, 25:18)         | Fylkir            |
| 20.10.2010 | Fylkir            | 0:3 (26:28, 16:25, 22:25)               | HK                |
| 27.10.2010 | Þróttur Reykjavík | 3:0 (26:24, 25:16, 25:9)                | Fylkir            |
| 30.10.2010 | KA                | 2:3 (23:25, 25:16, 25:18, 23:25, 12:15) | HK                |
| 04.11.2010 | Fylkir            | 1:3 (16:25, 25:20, 20:25, 20:25)        | Stjarnan          |
| 12.11.2010 | Þróttur Reykjavík | 1:3 (25:19, 8:25, 21:25, 16:25)         | KA                |
| 13.11.2010 | Stjarnan          | 1:3 (22:25, 18:25, 25:22, 23:25)        | KA                |
| 28.11.2010 | HK                | 3:0 (25:11, 25:20, 25:20)               | Þróttur Reykjavík |
|            |                   | 2. KOLEJKA                              |                   |
| 13.10.2010 | Þróttur Reykjavík | 2:3 (27:29, 25:23, 21:25, 25:20, 12:15) | HK                |
| 23.10.2010 | KA                | 0:3 (24:26, 23:25, 17:25)               | Þróttur Reykjavík |
| 12.11.2010 | HK                | 3:0 (26:24, 25:16, 25:18)               | Fylkir            |
| 17.11.2010 | Stjarnan          | 3:2 (25:19, 25:27, 25:27, 25:22, 15:13) | HK                |
| 24.11.2010 | Fylkir            | 3:1 (25:21, 25:14, 18:25, 25:23)        | Þróttur Reykjavík |
| 27.11.2010 | KA                | 3:1 (25:21, 20:25, 25:22, 25:15)        | Stjarnan          |
| 01.12.2010 | Stjarnan          | 3:1 (26:28, 25:22, 25:20, 25:23)        | Fylkir            |
| 08.12.2010 | Þróttur Reykjavík | 2:3 (18:25, 20:25, 25:22, 25:22, 11:15) | Stjarnan          |
| 10.12.2010 | HK                | 1:3 (25:23, 22:25, 20:25, 20:25)        | KA                |
| 11.12.2010 | Fylkir            | 1:3 (21:25, 14:25, 25:22, 21:25)        | KA                |

|  |  | 3. KOLEJKA |  |
|  |  | ---------- |  |

| 08.01.2011 | HK                | 3:2 (24:26, 25:22, 25:18, 20:25, 15:9)  | Stjarnan          |
| 08.01.2011 | KA                | 3:0 (25:17, 25:21, 25:22)               | Fylkir            |
| 14.01.2011 | Þróttur Reykjavík | 1:3 (25:23, 24:26, 22:25, 18:25)        | KA                |
| 15.01.2011 | Stjarnan          | 0:3 (21:25, 16:25, 24:26)               | KA                |
| 19.01.2011 | Fylkir            | 1:3 (13:25, 25:23, 21:25, 25:27)        | HK                |
| 26.01.2011 | Þróttur Reykjavík | 3:1 (25:22, 17:25, 25:23, 25:19)        | Fylkir            |
| 03.02.2011 | Fylkir            | 1:3 (22:25, 25:19, 16:25, 20:25)        | Stjarnan          |
| 05.02.2011 | KA                | 2:3 (25:15, 25:18, 21:25, 20:25, 10:15) | HK                |
| 09.02.2011 | Stjarnan          | 3:0 (25:23, 25:13, 25:18)               | Þróttur Reykjavík |
| 18.02.2011 | HK                | 3:0 (25:22, 25:17, 25:14)               | Þróttur Reykjavík |
|            |                   | 4. KOLEJKA                              |                   |
| 23.02.2011 | Stjarnan          | 0:3 (17:25, 20:25, 20:25)               | HK                |
| 26.02.2011 | KA                | 3:0 (25:22, 25:18, 25:22)               | Þróttur Reykjavík |
| 05.03.2011 | HK                | 3:0 (25:0, 25:0, 25:0)                  | Fylkir            |
| 05.03.2011 | KA                | 3:0 (25:19, 25:18, 25:21)               | Stjarnan          |
| 09.03.2011 | Fylkir            | 3:2 (27:25, 14:25, 18:25, 25:21, 16:14) | Þróttur Reykjavík |
| 16.03.2011 | Þróttur Reykjavík | 0:3 (23:25, 21:25, 19:25)               | HK                |
| 16.03.2011 | Stjarnan          | 3:0 (25:11, 25:16, 25:23)               | Fylkir            |
| 25.03.2011 | Þróttur Reykjavík | 3:0 (25:15, 25:21, 25:18)               | Stjarnan          |
| 25.03.2011 | Fylkir            | 0:3 (18:25, 20:25, 14:25)               | KA                |
| 26.03.2011 | HK                | 0:3 (17:25, 12:25, 21:25)               | KA                |

### Tabela fazy zasadniczej
| Lp. | Drużyna           | Pkt | Mecze | Mecze | Mecze | Rodzaj wyniku | Rodzaj wyniku | Rodzaj wyniku | Rodzaj wyniku | Rodzaj wyniku | Rodzaj wyniku | Sety | Sety | Sety  | Małe punkty | Małe punkty | Małe punkty |
| Lp. | Drużyna           | Pkt | M     | W     | P     | 3:0           | 3:1           | 3:2           | 2:3           | 1:3           | 0:3           | wyg. | prz. | stos. | zdob.       | str.        | stos.       |
| --- | ----------------- | --- | ----- | ----- | ----- | ------------- | ------------- | ------------- | ------------- | ------------- | ------------- | ---- | ---- | ----- | ----------- | ----------- | ----------- |
| 1   | KA                | 29  | 16    | 13    | 3     | 6             | 7             | 0             | 2             | 0             | 1             | 43   | 16   | 2.69  | 1399        | 1187        | 1.18        |
| 2   | HK                | 28  | 16    | 12    | 4     | 7             | 1             | 4             | 1             | 1             | 2             | 39   | 21   | 1.86  | 1358        | 1213        | 1.12        |
| 3   | Stjarnan          | 25  | 16    | 9     | 7     | 3             | 3             | 3             | 1             | 2             | 4             | 31   | 30   | 1.03  | 1337        | 1327        | 1.01        |
| 4   | Þróttur Reykjavík | 20  | 16    | 4     | 12    | 3             | 1             | 0             | 4             | 3             | 5             | 23   | 37   | 0.62  | 1254        | 1334        | 0.94        |
| 5   | Fylkir            | 18  | 16    | 2     | 14    | 0             | 1             | 1             | 0             | 7             | 7             | 13   | 45   | 0.29  | 1110        | 1397        | 0.79        |

Źródło: 
Punktacja: zwycięstwo - 2 pkt; porażka - 1 pkt
Zasady ustalania kolejności: 1. liczba punktów; 2. stosunek setów; 3. stosunek małych punktów; 4. bilans w bezpośrednich meczach
     faza play-off

## Faza play-off

### Półfinały
(do dwóch zwycięstw)
| 04.04.2011 | KA | 3:2 (25:20, 23:25, 20:25, 25:21, 15:11) | Þróttur Reykjavík |

| 06.04.2011 | Þróttur Reykjavík | 0:3 (19:25, 15:25, 24:26) | KA |

| 04.04.2011 | HK | 3:1 (24:26, 25:18, 25:20, 25:16) | Stjarnan |

| 06.04.2011 | Stjarnan | 3:2 (25:23, 19:25, 23:25, 25:23, 15:13) | HK |

| 08.04.2011 | HK | 3:0 (25:16, 25:22, 30:28) | Stjarnan |

### Finały
(do dwóch zwycięstw)
| 11.04.2011 | KA | 3:2 (13:25, 25:19, 25:22, 22:25, 15:13) | HK |

| 13.04.2011 | HK | 1:3 (25:21, 23:25, 23:25, 29:31) | KA |

## Klasyfikacja końcowa
| Miejsce | Zespół            |
| ------- | ----------------- |
| 1       | KA                |
| 2       | HK                |
| 3       | Stjarnan          |
| 4       | Þróttur Reykjavík |
| 5       | Fylkir            |

## Statystyki, varia
| Kolejka | Sety | Średnio na mecz | Małe punkty | Średnio na set |
| ------- | ---- | --------------- | ----------- | -------------- |
| 1       | 38   | 3,80            | 1622        | 42,68          |
| 2       | 41   | 4,10            | 1838        | 44,83          |
| 3       | 38   | 3,80            | 1667        | 43,87          |
| 4       | 32   | 3,20            | 1331        | 41,59          |
| Razem   | 149  | 3,73            | 6458        | 43,34          |

| Runda     | Mecze | Sety | Średnio na mecz | Małe punkty | Średnio na set |
| --------- | ----- | ---- | --------------- | ----------- | -------------- |
| Półfinały | 5     | 20   | 4,00            | 885         | 44,25          |
| Finały    | 2     | 9    | 4,50            | 406         | 45,11          |
| Razem     | 7     | 29   | 4,14            | 1291        | 44,52          |